# Iris Villalpando
Iris Belén Villalpando López (9 de julio de 1984) es una documentalista yoreme, originaria de la comunidad de Jahuara II, El Fuerte, Sinaloa. 

## Biografía
Estudió la Licenciatura en Relaciones Públicas en la ciudad de Los Mochis, en su estado natal. Su gusto por la fotografía la llevó a descubrir un nuevo camino a través del sonido y la imagen en movimiento. Ha abordado el mundo yoreme actual desde diferentes temáticas, en un ejercicio del resguardo de la memoria colectiva del pueblo. Su inspiración viene de las historias que le contaba su abuela sobre las raíces de su pueblo. Es reconocida como la primera mujer yoreme realizadora, además de su constante labor como promotora cultural.

## Filmografía
En 2016 comenzó a realizar algunas grabaciones y fue invitada a formar parte de un grupo de comunicadores indígenas. De ahí surgió el interés por acrecentar su conocimiento mediante un taller para realizar cortometrajes documentales. De este taller resultó el cortometraje Maixtoro Lionokleero (2016, 10 minutos). En 2017 fue apoyada por la entonces Comisión Nacional para el Desarrollo de los Pueblos Indígenas (CDI) para la elaboración de un proyecto audiovisual titulado Yolem jammut / Mujer yoreme (2017), el cual se compone de cinco cápsulas. El objetivo era poner en primer plano el yorem nokki (la lengua yoreme o mayo), como parte de una labor de documentación de los saberes de mujeres hablantes de dicha lengua que ejercían oficios tradicionales (curandera, cocinera, maestra, alfarera y partera). El documental abre la posibilidad de visibilizar a las mujeres yoreme y crear nuevos materiales en su lengua materna para ejercer los derechos a la libertad de expresión y el uso de los espacios sociales (INPI, 2018). Este trabajo fue presentado como parte de la "Muestra de Cineastas Indígenas Mexicanas 2020".
 

En 2019 participó en el primer Foro "Cineastas Indígenas mexicanas" en el 17° Festival Internacional de Cine de Morelia (FICM). En este espacio compartió escenario y experiencias junto a otras las cineastas de origen indígena como Ángeles Cruz, Luna Marán, Yolanda Cruz, María Sojob, Zenaida Pérez Gutiérrez, Dolores Sántiz Gómez, entre otras.  Dicho foro busca explorar las posibilidades expresivas de las comunidades indígenas a través del cine, y las formas narrativas de las cineastas indígenas, con la intención de abordar la fuerza cultural de los pueblos indígenas de México. En 2020,se abre la posibilidad a una nueva serie de conversatorios en el 18° FICM, los cuales llevan por nombre: Cineastas indígenas mexicanas: identidad y nuevas narrativas. Así mismo, su trabajo Yolem jammut / Mujer yoreme, formó parte de la Muestra de Cineastas Indígenas Mexicanas del mismo festival.  Gracias a esto el trabajo de Iris se visibilizó en la televisión pública a través del Canal 22. Su trabajo ha sido reconocido sobre todo en su estado natal y en las comunidades yoreme, en quienes ella se inspira y a quienes dirige sus materiales. Sobre su trabajo documental, Iris señala:
Con base en las necesidades de mi pueblo, como la conservación de las lenguas, que los jóvenes de las nuevas generaciones ya no hablamos, y los oficios de las mujeres, sentí que había que documentar todo lo que se pudiera.